# Cavan Monaghan
Cavan Monaghan (offiziell Township of Cavan Monaghan) ist eine Verwaltungsgemeinde im Südosten der kanadischen Provinz Ontario. Das Township liegt im Peterborough County und hat den Status einer Lower Tier (untergeordneten Gemeinde).
Ursprünglich Siedlungsgebiet verschiedener Völker der First Nations, reicht der europäisch geprägte Teil der Geschichte zurück bis ins 18. Jahrhundert. Ein verstärkte Besiedlung erfolgte nach dem Amerikanischen Unabhängigkeitskrieg durch Loyalisten sowie nach dem Kriegs von 1812 durch Veteranen. Die heutige Gemeinde entstand 1998 im Rahmen der Gemeindereform durch den Zusammenschluss der Townships „North Monaghan“, „Cavan“ und dem Dorf „Millbrook“ zur Township „Cavan-Millbrook-North Monaghan“. Im Jahr 2007 änderte die Gemeinde dann ihren Namen in den aktuell gültigen.

## Lage
Die Gemeinde Cavan Monaghan grenzt im Nordosten unmittelbar an die Stadt Peterborough. Anschließend folgt die Gemeindegrenze im Nordosten dem Verlauf des Otonabee Rivers. Vom Verlauf des Flusses abgesehen folgen die Gemeindegrenzen einem gradlinigen Verlauf und bilden ein großes Rechteck. Cavan Monaghan liegt dabei an nördlichen Rand des Golden Horseshoe (Goldenes Hufeisens) bzw. in den südlichen Ausläufern des kanadischen Schildes. Im südlichen Bereich wird die Gemeinde von der Hügelkette der Oak Ridges-Moräne durchzogen. Sie liegt etwa 90 Kilometer Luftlinie nordöstlich von Toronto.
Die Gemeinde gliedert sich in zahlreiche kleine und kleinste Ansiedlungen. Siedlungsschwerpunkt ist dabei der Sitz der Gemeindeverwaltung in „Millbrook“.

## Demografie
Der Zensus im Jahr 2016 ergab für die Siedlung eine Bevölkerungszahl von 8829 Einwohnern, nachdem der Zensus im Jahr 2011 für die Siedlung eine Bevölkerungszahl von nur 8601 Einwohnern ergeben hatte. Die Bevölkerung hat damit im Vergleich zum letzten Zensus im Jahr 2011 schwächer als der Trend in der Provinz um nur 2,7 % zugenommen, während der Provinzdurchschnitt bei einer Bevölkerungszunahme von 4,6 % lag. Im Zensuszeitraum von 2006 bis 2011 hatte die Einwohnerzahl in der Gemeinde entgegen dem Provinzdurchschnitt noch um 2,6 % abgenommen, während die Gesamtbevölkerung in der Provinz um 5,7 % zunahm.

## Verkehr
Die Gemeinde wird von den in Ost-West-Richtung verlaufenden Kings Highway 7 bzw. Kings Highway 7A und Kings Highway 115 durchquert.
Etwa 9 Kilometer südsüdwestlich Stadt Peterborough befindet sich auf dem Gebiet der Gemeinde Cavan Monaghan der Flughafen Peterborough.
Durch die Lage am Otonabee River ist Cavan Monaghan auch an den Trent-Severn-Wasserweg angebunden. Die Gemeinde wird darüber entweder nach Süden mit der Bay of Quinte des Ontariosees oder nach Nordosten mit der Georgian Bay des Huronsees verbunden.